# Huracán Lorenzo (2007)
El huracán Lorenzo fue la duodécima tormenta en recibir dicho nombre, cuarto huracán y decimotercer ciclón tropical de la temporada de huracanes del Atlántico de 2007. Durante el 26 de septiembre, Lorenzo se mantuvo como depresión tropical con un desplazamiento casi estacionario, lo que le propició un desarrollo gradual. Ya al mediodía del 27 de septiembre estaba muy cerca de las costas mexicanas de Veracruz penetrando la madrugada del día 28 en dicho estado.

## Historia meteorológica

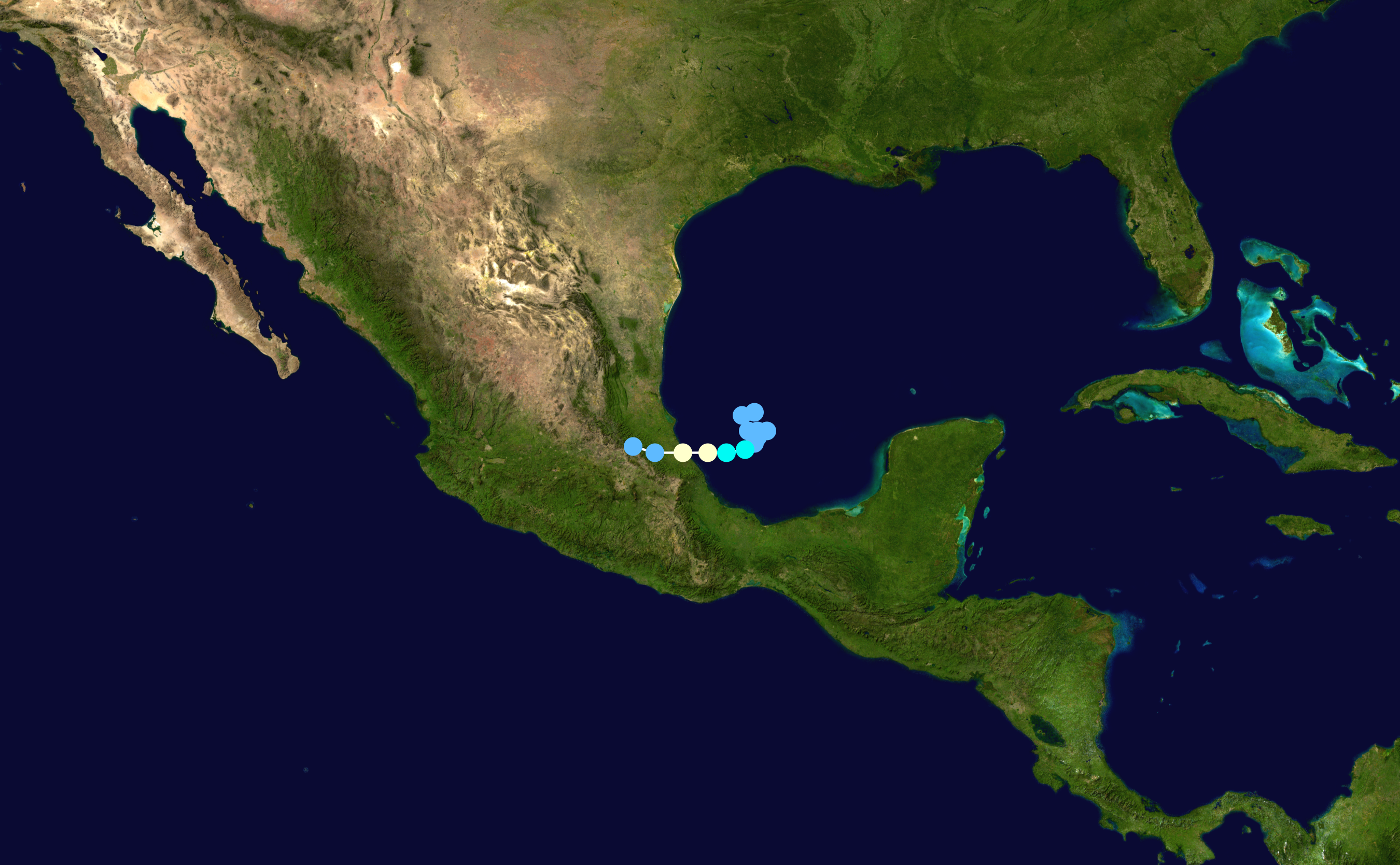
Trayectoria de Lorenzo.

A las 4:15 h Tiempo del Centro (22:15 UTC) del 25 de septiembre se formó la depresión tropical N° 13 en el golfo de México a 290 kilómetros al este de Tampico, México. Durante la tarde y noche de ese día, mantuvo un lento deslazamiento con dirección hacia el Sur-sureste. 
A las 13:00 h Tiempo del Centro (18:00 UTC) del 27 de septiembre, se intensificó a tormenta tropical, adquiriendo el nombre de Lorenzo y localizándose a 160 km al nornoreste del Puerto de Veracruz y a 140 km al este de Barra de Nautla en el mismo estado mexicano. Lorenzo seguía manteniendo un desplazamiento casi estacionario hacia el Oeste-Suroeste a 5 km/h. Para las 19:00 h Tiempo del Centro (00:00 UTC, Lorenzo se intensificó a huracán de categoría 1 con vientos sostenidos de 120 km/h y rachas de hasta 150 km/h. Para este momento, se localizó respecto al lugar más cercano a 135 km al norte del Puerto de Veracruz y a 75 km al este-noreste de Barra de Nautla. Para las 23:00 h Tiempo del Centro Lorenzo se localizó próximo a tocar tierra a 45 km al Noreste de Barra de Nautla, una hora después penetró en tierra con vientos de 130 km/h y rachas de 155 km/h.

## Preparativos

### Veracruz

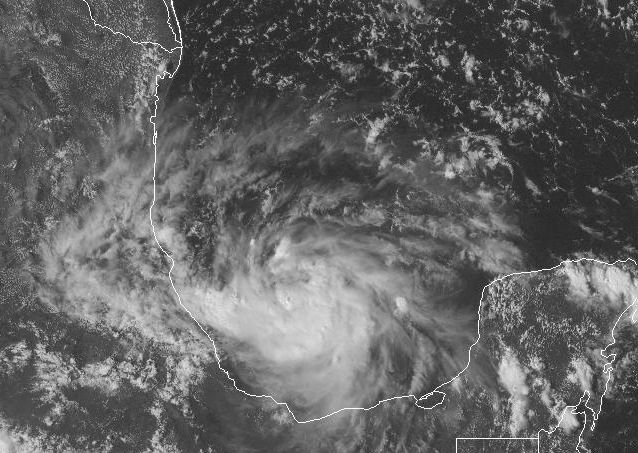
Lorenzo, como depresión tropical en el golfo de México el 26 de septiembre.

Ante la inminente entrada del meteoro a las costas de dicho estado el 27 de septiembre, el gobierno estatal decretó alerta preventiva para 120 municipios. De igual manera, informó que se suspenderían las clases en las zonas donde se comenzarían a sentir los efectos de Lorenzo. Otros elementos gubernamentales como el Ejército y la Secretaría de Marina y Armada informaron que ya se tenía establecido el Plan DN-III-E por alguna contingencia.
Ese mismo día, las autoridades de Protección Civil del estado decretaron la alerta máxima entre los municipios de La Antigua y Pánuco por la cercanía de Lorenzo. También informaron del establecimiento de 60 albergues en la parte litoral del estado. A su vez, el gobierno mexicano informó que ya había lanzado una advertencia de huracán en las localidades veracruzanas de Palma Sola y Cabo Rojo.

## Impacto

### México
A las 12:00 h Tiempo del Centro (06:00 UTC) del 28 de septiembre el huracán tocó tierra, en el municipio de Tecolutla, Veracruz.
Para las 13:00 h Tiempo del Centro (18:00 UTC) de ese mismo día, el Servicio Meteorológico Nacional registró precipitaciones pluviales de consideración, destacando hasta 326 mm en El Raudal, Veracruz; 300.4 mm en Xicotepec, Puebla; 110.0 mm en Zacualtipan, Hidalgo; 100.5 mm en Jacatepec, Oaxaca y 89.7 mm en Requetemu, San Luis Potosí.

#### Veracruz
El 28 de septiembre, en Poza Rica, Veracruz, el río Cazones se desbordó inundando alrededor de mil viviendas, según reportes de las autoridades locales. Por ello, fue necesaria la evacuación de dichos habitantes asentados en la rivera de dicha fluyente. Protección Civil Estatal reportó afectaciones en 10 colonias establecidas junto al río a causa de inundaciones. También advirtió de que las próximas lluvias podrían provocar el desbordamiento de los ríos Pánuco, Tamesí y el Papaloapan.
Se dio aviso de que se tenían refugiadas unas 25 mil personas en los albergues ya dispuestos previos al paso de Lorenzo. También se tenían disponibles unos mil autobuses para transportar a las personas que lo necesitasen, en caso de ser evacuados de sus viviendas. Por otro lado, La Comisión Federal de Electricidad dio a conocer de se tenían a 85 mil personas sin el suministro eléctrico en la zona norte costera: desde Tecolutla hasta Álamo, donde ya se habían desplazado alrededor de 500 trabajadores para restablecer el servicio. Por la noche, la Secretaría de Gobernación declaró en emergencia a 92 municipios del estado, los cuales, resultaron con serias afectaciones tras el paso de Lorenzo. Las autoridades contarán con el Fondo Revolvente del Fondo de Desastres Naturales (FONDEN) para su utilización a fin de proporcionar insumos para satisfacer las necesidades alimenticias, de salud y de refugio.

#### Puebla
El Gobernador del estado Mario Marín, informó de la muerte de tres personas: una mujer y dos niños, los cuales fueron arrastrados en el interior de su casa por los escurrimientos de tierra en una localidad perteneciente al municipio de Chiconcuautla, localizado en la Sierra Norte de Puebla. Más tarde se informaría del deceso de otra persona más en la localidad de Iczotitla, municipio de Naupan, en un deslizamiento de tierra que sepultó a 7 personas de los cuales tres presentaron traumatismo craneoencefálico. Dichos deslizamientos de tierra mantienen bloqueados los tramos carreteros de Chiconcuatla-San Lorenzo Necaxa, Huauchinango-Naupan y la Autopista Teziutlán.

#### Hidalgo
Las autoridades de Tulancingo se vieron en la necesidad de evacuar a por lo menos 224 personas en refugios, por el desbordamientos del río San Lorenzo que ya habían dejado inundaciones de 1 metro 30 centímetros en colonias como Caltengo a su paso Lorenzo a su paso el 28 de septiembre. El director del Sistema Estatal de Protección Civil, Miguel García Conde informó que dicho municipio es el más afectado. Así también, se informó que el municipio de Huehuetla se encuentra incomunicado luego de que se registraron derrumbes en la vía que comunica a esta zona en la región Otomí-Tepehua.